# 안찬수
안찬수(安燦洙, 1915년 12월 15일(음력) ~ ?)은 대한민국의 언론인이다. 본관은 경기도 광주이다.
안찬수는 보성전문을 졸업하고 1938년 경성일보 기자로 출발, 해방후 대공일보, 조선일보, 연합신문 등에서 편집부국장으로 활동하였다. 보성전문재학시 농촌계몽운동인 브나로드 운동에 책임대원으로 참가하였다.
안찬수는 1949년 5월26일 대한민국 최초로 있었던 언론과 군수뇌부와의 좌담회를 주관하였다. 이 좌담에는 육군참모총장 채병덕, 육군참모부장 정일권 등 군수뇌부가 참가하였다. 안찬수는 6.25 직전인 6월1일자로 연합신문 주일 특파원(이사)에 임명되었고 연합신문은 6월2일 사고를 통해 안찬수 특파원 일행이 곧 일본으로 떠날 것을 알렸다. 그러나 며칠 후에 발생한 한국전쟁으로 7월 5일 서울에서 내무서원에게 납치된 이후 생사가 알려지지 않았다. 그의 납북은 '6·25전쟁 납북인사가족협의회(이사장 이미일)가 미국의 국가기록보존소(NARA)에서 발굴, 2013년 공개한 '1950년 10월 15일 CIA가 입수해서 작성한 납북자 명부'를 통해 다시 화제가 되었다.